# Tryssetus
Tryssetus is een geslacht van hooiwagens uit de familie Podoctidae.
De wetenschappelijke naam Tryssetus is voor het eerst geldig gepubliceerd door Roewer in 1936. 

## Soorten
Tryssetus is monotypisch en omvat slechts de volgende soort:
- Tryssetus spinarmatus